# 安东尼·克拉克 (柔道运动员)
安东尼·克拉克（英語：Anthony Clarke，1961年6月19日—），澳大利亚男子柔道运动员。他曾代表澳大利亚参加1992年、1996年、2000年、2004年和2008年夏季残疾人奥林匹克运动会柔道比赛，其中1996年夏季残奥会获得一枚金牌。